# Муриальдо, Леонардо
Святой Леонардо Муриальдо (итал. Leonardo Murialdo; 26 октября 1828, Турин, Турин — 30 марта 1900, Турин) — итальянский католический священник и соучредитель «Конгрегации Святого Иосифа» (также известной как «Муриальдины»), которую он основал вместе с Эудженио Рефо.

## Биография
Муриальдо почувствовал призвание стать священником только в конце обучения в Савоне. Он продолжил церковное образование и был рукоположен в сан в 1851 году, после чего посвятил себя социальной работе с бедняками и подростками. Работа свела его с другими выдающимися священниками той эпохи, такими как Джованни Боско и Джузеппе Кафассо, которые его высоко ценили и уважали. Муриальдо часто призывал положить конец эксплуатации рабочих и предоставить им дополнительные права на фабриках.
Скончался от пневмонии в 1900 году и уже на момент смерти имел репутацию святого человека.

## Прославление
Почитание Муриальдо особенно распространено в северных итальянских городах, где действовал его орден — «Конгрегация Святого Иосифа». Процесс его канонизации начался при папе Бенедикте XV в 1921 году; папа Иоанн XXIII позже подтвердил его героическую добродетель и назвал Муриальдо досточтимым в 1961 году. Папа Павел VI причислил Муриальдо к лику блаженных в конце 1963 года, а позже канонизировал его в 1970 году.
День поминовения — 30 марта.